# Fernando Cárdenas
Fernando Cárdenas (Cartago, Valle del Cauca, Colombia; 30 de abril de 1988) es un futbolista colombiano que juega como extremo o mediocampista, actualmente se encuentra retirado del fútbol profesional.

## Trayectoria
Cárdenas jugaba en cartago, Con su mejor amigo Jhon Ramirez alias el Mono, jugaban en un club llamado "Deportivo Cali Cartago" en sus comienzos de la carrera dirigido por Mantilla, Doña luz y Santa.
Luego de debutar y jugar dos años con el Deportivo Pereira, pasa a ser parte de la nómina del Once Caldas, club que jugó la Copa Libertadores 2010. Luego del fracaso en el torneo continental y la eliminación del Caldas del torneo colombiano, Cárdenas es cedido al Deportes Tolima donde juega durante el segundo semestre de 2010. Para la temporada 2011 pasa a hacer parte del Deportivo Pereira. Luego de salir del equipo matecaña, es confirmado como refuerzo del América de Cali, con el cual descendió a la Primera B luego de perder desde los penales la serie de promoción contra Patriotas.
En enero del 2012 es fichado por New England Revolution de Estados Unidos.
en el 2016 es fichado por el real cartagena en donde actualmente participa

## Clubes
| Club                   | País           | Año           |
| ---------------------- | -------------- | ------------- |
| Deportivo Pereira      | Colombia       | 2008 - 2009   |
| Once Caldas            | Colombia       | 2010          |
| Deportes Tolima        | Colombia       | 2010          |
| Deportivo Pereira      | Colombia       | 2011          |
| América de Cali        | Colombia       | 2011          |
| New England Revolution | Estados Unidos | 2012          |
| Independiente Santa Fe | Colombia       | 2013          |
| Deportivo Pereira      | Colombia       | 2014-2015     |
| Real Cartagena         | Colombia       | 2016          |
| UCR Fútbol Club        | Costa Rica     | 2017-presente |

## Estadísticas
| Club                                  | Div.                | Temporada           | Liga  | Liga  | Copa Nacional | Copa Nacional | Copa Internacional | Copa Internacional | Total | Total |
| Club                                  | Div.                | Temporada           | Part. | Goles | Part.         | Goles         | Part.              | Goles              | Part. | Goles |
| ------------------------------------- | ------------------- | ------------------- | ----- | ----- | ------------- | ------------- | ------------------ | ------------------ | ----- | ----- |
| Deportivo Pereira · Colombia          | 1ª                  | 2008                | 7     | 1     | 0             | 0             | -                  | -                  | 7     | 1     |
| Deportivo Pereira · Colombia          | 1ª                  | 2009                | 19    | 3     | 2             | 0             | -                  | -                  | 21    | 3     |
| Deportivo Pereira · Colombia          | Total               | Total               | 26    | 4     | 2             | 0             | -                  | -                  | 28    | 4     |
| Once Caldas · Colombia                | 1ª                  | 2010                | 16    | 0     | 0             | 0             | 6                  | 0                  | 22    | 0     |
| Once Caldas · Colombia                | Total               | Total               | 16    | 0     | 0             | 0             | 6                  | 0                  | 22    | 0     |
| Deportes Tolima · Colombia            | 1ª                  | 2010                | 22    | 2     | 0             | 0             | 1                  | 0                  | 23    | 2     |
| Deportes Tolima · Colombia            | Total               | Total               | 22    | 2     | 0             | 0             | 1                  | 0                  | 23    | 2     |
| Deportivo Pereira · Colombia          | 1ª                  | 2011                | 11    | 1     | 2             | 0             | 0                  | 0                  | 13    | 1     |
| Deportivo Pereira · Colombia          | Total               | Total               | 11    | 1     | 2             | 0             | 0                  | 0                  | 13    | 1     |
| América de Cali · Colombia            | 1ª                  | 2011                | 12    | 1     | 2             | 0             | 0                  | 0                  | 14    | 1     |
| América de Cali · Colombia            | Total               | Total               | 12    | 1     | 2             | 0             | 0                  | 0                  | 14    | 1     |
| New England Revolution Estados Unidos | 1ª                  | 2012                | 27    | 2     | 1             | 0             | 0                  | 0                  | 28    | 2     |
| New England Revolution Estados Unidos | Total               | Total               | 27    | 2     | 1             | 0             | 0                  | 0                  | 28    | 2     |
| Santa Fe · Colombia                   | 1ª                  | 2013                | 9     | 1     | 10            | 0             | 0                  | 0                  | 19    | 1     |
| Santa Fe · Colombia                   | Total               | Total               | 9     | 1     | 10            | 0             | 0                  | 0                  | 19    | 1     |
| Deportivo Pereira · Colombia          | 2ª                  | 2014                | 22    | 2     | 5             | 1             | 0                  | 0                  | 27    | 3     |
| Deportivo Pereira · Colombia          | 2ª                  | 2015                | 31    | 5     | 4             | 0             | 0                  | 0                  | 35    | 5     |
| Deportivo Pereira · Colombia          | Total               | Total               | 53    | 7     | 9             | 1             | 0                  | 0                  | 62    | 8     |
| Real Cartagena · Colombia             | 2ª                  | 2016                | 27    | 2     | 7             | 1             | 0                  | 0                  | 34    | 3     |
| Real Cartagena · Colombia             | Total               | Total               | 27    | 2     | 7             | 1             | 0                  | 0                  | 34    | 3     |
| UCR FC · Costa Rica                   | 1ª                  | 2017-18             | 19    | 3     | 0             | 0             | 0                  | 0                  | 19    | 3     |
| UCR FC · Costa Rica                   | 1ª                  | 2018-19             | 14    | 1     | 0             | 0             | 0                  | 0                  | 14    | 1     |
| UCR FC · Costa Rica                   | Total               | Total               | 33    | 4     | 0             | 0             | 0                  | 0                  | 33    | 4     |
| Total en su carrera                   | Total en su carrera | Total en su carrera | 236   | 24    | 33            | 2             | 7                  | 0                  | 276   | 26    |

(*) Incluye partidos por la promoción 2009 y 2011, copa Colombia, superliga de Campeones y copa abierta de los EE. UU.

(**) Incluye partidos por la copa Libertadores y copa Suramericana

## Palmarés

### Campeonatos nacionales
| Título                | Club     | País     | Año  |
| --------------------- | -------- | -------- | ---- |
| Superliga de Colombia | Santa Fe | Colombia | 2013 |